# Kōji Murofushi
Kōji Alexander Murofushi (室伏 アレクサンダー 広治 Murofushi Arekusandā Kōji?,  n. 8 octombrie 1974, Numazu, Prefectura Shizuoka) este un fost atlet japonez specializat în aruncarea ciocanului, campion olimpic la Atena în 2004.

## Biografie
Fiu al sportivului olimpic Shigenobu Murofushi - care a deținut recordul japonez de aruncare a ciocanului timp de 23 de ani - și al româncei Serafina Moritz, o aruncătoare de suliță - campionă europeană de juniori în 1968 la Leipzig - Kōji s-a remarcat pentru prima dată pe plan internațional în 1993, când a câștigat medalia de bronz la Jocurile Asiei de Est ținute la Shanghai în China. În același an a obținut medalia de argint la Jocurile Asiatice de la Manila, Filipine.
În iunie 2011 a câștigat al 17-lea titlu național consecutiv.
Recordul personal în 2011 era 84,86 m, stabilit la Praga în 2003.
Murofushi, deținătorul titlului de doctor în biomecanică, este profesor invitat la Universitatea Chūkyō din Nagoya, Japonia.
Are 1,87 m și cântărește 99 kg. Are o soră, Yuka, care este deținătoarea recordului național al Japoniei atât la aruncarea discului cât și la aruncarea ciocanului.

## Palmares
| An   | Competiție                     | Locație                   | Loc | Note    |
| ---- | ------------------------------ | ------------------------- | --- | ------- |
| 1992 | Campionatul Mondial de Juniori | Seul, Coreea de Sud       | 8   | 65,78 m |
| 1993 | Campionatul Asiei              | Manila, Filipine          | 2   | 65,54 m |
| 1994 | Jocurile Asiatice              | Hiroshima, Japonia        | 2   | 67,48 m |
| 1995 | Campionatul Asiei              | Jakarta, Indonezia        | 2   | 69,24 m |
| 1995 | Campionatul Mondial            | Göteborg, Suedia          | 35  | 67,06 m |
| 1995 | Universiada                    | Fukuoka, Japonia          | 15  | 67,58 m |
| 1997 | Campionatul Mondial            | Atena, Grecia             | 10  | 74,82 m |
| 1997 | Universiada                    | Catania, Italia           | 8   | 73,46 m |
| 1998 | Campionatul Asiei              | Fukuoka, Japonia          | 2   | 74,17 m |
| 1998 | Jocurile Asiatice              | Bangkok, Thailanda        | 1   | 78,57 m |
| 1999 | Universiada                    | Palma de Mallorca, Spania | 6   | 77,14 m |
| 1999 | Campionatul Mondial            | Sevilla, Spania           | 14  | 75,18 m |
| 2000 | Jocurile Olimpice              | Sydney, Australia         | 9   | 76,60 m |
| 2001 | Campionatul Mondial            | Edmonton, Canada          | 2   | 82,92 m |
| 2001 | Jocurile Goodwill              | Brisbane, Australia       | 1   | 82,94 m |
| 2002 | Campionatul Asiei              | Colombo, Sri Lanka        | 1   | 80,45 m |
| 2002 | Jocurile Asiatice              | Busan, Coreea de Sud      | 1   | 78,72 m |
| 2003 | Campionatul Mondial            | Paris, Franța             | 3   | 80,12 m |
| 2004 | Jocurile Olimpice              | Atena, Grecia             | 1   | 82,91 m |
| 2007 | Campionatul Mondial            | Osaka, Japonia            | 6   | 80,46 m |
| 2008 | Jocurile Olimpice              | Beijing, China            | 5   | 80.71 m |
| 2011 | Campionatul Mondial            | Daegu, Coreea de Sud      | 1   | 81,24 m |
| 2012 | Jocurile Olimpice              | Londra, Marea Britanie    | 3   | 78,71 m |
| 2013 | Campionatul Mondial            | Moscova, Rusia            | 6   | 78,03 m |